# Turridrupa prestoni
Turridrupa prestoni là một loài ốc biển, là động vật thân mềm chân bụng sống ở biển trong họ Turridae.